# جايسون ديكسون
جايسون ديكسون (4 أبريل 1973 في الولايات المتحدة - ) (بالإنجليزية: Jason Dixon)‏ هو لاعب كرة سلة أمريكي في مركز الوسط. لعب مع غوانغدونغ ساوثرن تايغرز.

## وصلات خارجية
- جايسون ديكسون على موقع كرة السلة الأوروبية.كوم (الإنجليزية)
- جايسون ديكسون على موقع كلية كرة السلة في سبورتس رفرنس.كوم (الإنجليزية)
- جايسون ديكسون على موقع بروبوليرز (الإنجليزية)